# Демографическое омоложение
Об омоложении организма см. омоложение
Демографическое омоложение — процесс омоложения населения, происходящий за счёт увеличения доли детей или молодых людей в общей численности населения. Такое явление происходит, в частности, при росте рождаемости и сокращении младенческой и детской смертности. Кроме того, термин «ювенация» употребляют применительно к явлениям, в тех случаях, когда уменьшается средний возраст людей, в эти явления вовлечённых (например: ювенация суицида, ювенация алкоголизма и т. д.). В ряде случаев, демографическое омоложение может являться следствием интенсивной иммиграции молодых людей в отдельный регион.
Российскими ювенологами иногда используется термин «ювенация» или «ювенизация».